# Platypalpus rhodesiensis
Platypalpus rhodesiensis är en tvåvingeart som beskrevs av Smith 1969. Platypalpus rhodesiensis ingår i släktet Platypalpus och familjen puckeldansflugor.
Artens utbredningsområde är Zimbabwe. Inga underarter finns listade i Catalogue of Life.